# Dylan D. Tides
Dylan D. Tides, született Balázs Zsolt (Gyula, 1983. augusztus 30. –) magyar költő, író, előadó, műsorvezető. Írásai lényegét az emberi történetek, érzelmi kapcsolódások adják.

## Életrajz
Gyermekkorát Füzesgyarmaton töltötte, elvált szülők sarjaként. Az ígéretes általános iskolai eredmények után középiskolai éveit szinte elejétől a végéig elpazarolta, így érettségi után azonnal munkába kellett állnia. Közel három évig tartó, néhol kalandos, máskor őrült, tapasztalatokban gazdag országjárás után Sopronban telepedett le. Megözvegyülése és az ezt követő sok hosszú, nehéz év után ma már két gyermekével (Laura és Zsolt) új házasságban Gyálon él.

## Alkotói és közösségi munka
Az írás serdülő kora óta életének szerves része, érzelmeinek, gondolatainak verses formában történő kifejezése természetes létformája. Néhány korai írása megjelent ugyan nyomtatásban (Fogalmazástanítás – 2000), de az igazán produktív és a közösségi felületekre betörő időszaka 2015-ben kezdődött. 
Versei több online magazinban és oldalon jelentek meg (A teljesség igénye nélkül: Uploaded Magazin, Poet.hu, Verseskönyv, Holnap Magazin, Porcelánszív Irodalmi Folyóirat, Litera-Túra Magazin, Szilfa-Líra Kávéház, Sumida Folyó Hídja, stb.) nyomtatásban pedig megtalálhatóak pl. a Soproni Füzetek öt kiadványában, a Szárnypróbálgatók országos, az Uploaded Magazin Feltöltött Pillanatok, illetve Üzenet című antológiájában, A Poly-Art és az Érdi Irka több, éves antológiájában, valamint az utóbbi több kisebb, tematikus próza-, illetve versgyűjteményében. Az Érdi Irkának több éve állandó, 2019-ben Irodalmi díjjal kitüntetett tagja. Első megjelent kötete (Ablakomon át, 2019) után az nyilvános megjelenéseket kissé háttérbe szorították a dolgos hétköznapok, a háttérben azonban továbbra is szorgos munka zajlik. Naszvadi Judith költőtársával közösen tervezik egy új kötet publikálását 2024-ben, mely a tervek szerint a közösségi platformokon igen népszerű „Verscsere” asszociációs játék írásainak gyűjteménye lesz.
Az írás mellett kortárs költők, írók bemutatkozó estjeinek szervezésével, moderálásával foglalkozik, mely alkalmakkor kérésre felolvas/előad. A Janó Filmműhellyel karöltve közel egy évtizede narrál dokumentum-, és természetfilmeket, Gyálon pedig Önkéntes tűzoltóként és polgárőrként is tevékenykedik.

## Publikálásai/Művei
- Ablakomon át. Versek; ill. Kovács Mátyás; Poly-Art Alapítvány, Érd, 2019
- NyitniKÉK, Érdi IRKA Zsebkönyvek,, 2017 (Antológia)
- Utak és utasok, Érdi IRKA Zsebkönyvek,, 2018 (Antológia)
- Remény, Érdi IRKA Zsebkönyvek,, 2016 (Antológia)
- Gyöngy és göröngy, Érdi IRKA Zsebkönyvek,, 2017 (Antológia)
- (I) gazság, Érdi IRKA Zsebkönyvek, 2019 (Antológia)
- Érdi IRKA antológia, 2020, Poly-Art Alapítvány, 2020, (Antológia)
- SiópArt antológia, Siófok Város Önkormányzata, 2020, (Antológia)
- Ember mesék, Holnap Magazin, 2016, (Antológia)
- Poly-Art antológia, 2021, Poly-Art Alapítvány, 2021, (Antológia)
- Szárnypróbálgatók, Raszter Könyvkiadó, 2017, (Antológia)
- Ajtót nyitok a mára, Kalamáris Kiadó, 2023, (Antológia)
- Szerelmeskönyv, Litera-Túra Kiadó, 2019, (Antológia)
- Ajtót nyitok a mára, Kalamáris Kiadó, 2023, (Antológia)
- Poly-Art antológia, 2017, Poly-Art Alapítvány, 2017, (Antológia)
- Poly-Art antológia, 2019, Poly-Art Alapítvány, 2019, (Antológia)
- Érdi IRKA antológia, 2016, Poly-Art Alapítvány, 2016, (Antológia)
- Érdi IRKA antológia, 2018, Poly-Art Alapítvány, 2018, (Antológia)
- Kigondolt kabát, Litera-Túra Kiadó, 2020, (Antológia)
- Füzesgyarmat rejtett helyi értékei, Csánk Dezső Helytörténeti Egyesület, 2022, (Antológia)
- Feltöltött Pillanatok, Publio Kiadó, 2016, (Antológia)
- Üzenet, Holnap Magazin, 2019, (Antológia)
- Irodalmi Folyóirat, Holnap Magazin, 2016, (Antológia)
- Soproni Füzetek, 2016, 2018, 2019, 2020 (Művészeti antológia)
- Verscsere, Helma Kiadó, 2024, Naszvadi Judith-tal közös kötet